# Kongsmark Strand
Kongsmark Strand er en strand og en kyst- og sommerhusby på Sydvestsjælland med 232 indbyggere  (2025). Byen nåede første gang over 200 indbyggere pr. 1. januar 2010. Kongsmark Strand er beliggende i Kirke Stillinge Sogn ved Storebælt tre kilometer vest for Kirke Stillinge og 12 kilometer vest for Slagelse. Byen tilhører Slagelse Kommune og er beliggende i Region Sjælland.

## Bakkedraget ved Kongsmark Strand
I 2018 fik baggedraget øst for badestranden ved Kongsmark Strand et nyt vartegn. En vejviser med træskilte i alle retninger. Skiltene gør det muligt at se hvor langt der er til Sprogø, Fyn, Antvorskov Ruin og mange andre lokaliteter. På toppen af bakken er der udsigt over Storebælt. For enden af bakkedraget, ved badestranden, ligger der en shelterplads der kan benyttes til overnatning. Shelterpladsen ligger få meter fra den offentlige adgang til stranden. Der er offentlig parkeringsplads ved baggedraget med indkørsel fra Kongsmarksvej. Slagelse Kommune er ejer af arealet ved baggedraget, parkeringspladsen og shelterpladsen.

## Store Kongsmark
Store Kongsmark er et landområde øst for Kongsmark Strand. Området består af et mindre antal gårde og huse på Støvlebækvej mellem Kongsmark Strand og Kirke Stillinge.